# 10P/Tempel 2
10P/Tempel 2 ist ein am 4. Juli 1873 von Ernst Wilhelm Leberecht Tempel entdeckter kurzperiodischer Komet.